# تشپه
تشپه (به آلمانی: Tespe) یک شهر در آلمان است که در Elbmarsch واقع شده‌است.